# Atherinomorus aetholepis
Atherinomorus aetholepis és una espècie de peix pertanyent a la família dels aterínids.

## Descripció
- Pot arribar a fer 7,2 cm de llargària màxima.
- 4-7 espines i 9-11 radis tous a l'aleta dorsal.
- 38-42 vèrtebres.
- Ulls grossos.[5][6]

## Hàbitat
És un peix d'aigua marina i salabrosa, pelàgic-nerític i de clima tropical. Els adults viuen generalment al llarg de les costes obertes i poques vegades són presents a les llacunes o l'interior de les badies.

## Distribució geogràfica
Es troba al Pacífic occidental: Indonèsia i les illes Filipines.

## Observacions
És inofensiu per als humans.